# Kanton Albertville-Sud
Der Kanton Albertville-Sud war von 1973 bis 2015 ein französischer Wahlkreis im Département Savoie, sein Hauptort war Albertville.  Die landesweiten Änderungen in der Zusammensetzung der Kantone brachten zum März 2015 seine Auflösung.

## Gemeinden
Der Kanton umfasste das südliche Stadtgebiet von Albertville mit etwa 8.900 Einwohnern (Stand 2012, angegeben in der Tabelle ist die Gesamteinwohnerzahl der Stadt) und weitere neun Gemeinden:
| Gemeinde             | Einwohner Jahr | Fläche km² | Bevölkerungsdichte | Code INSEE | Postleitzahl |
| -------------------- | -------------- | ---------- | ------------------ | ---------- | ------------ |
| Albertville          | 19.071 (2013)  | –          | – Einw./km²        | 73011      | 73200        |
| Cevins               | 692 (2013)     | 32,66      | 21 Einw./km²       | 73063      | 73730        |
| Esserts-Blay         | 785 (2013)     | 15,51      | 51 Einw./km²       | 73110      | 73540        |
| Gilly-sur-Isère      | 2.878 (2013)   | 7,03       | 409 Einw./km²      | 73124      | 73200        |
| Grignon              | 1.984 (2013)   | 9,29       | 214 Einw./km²      | 73130      | 73200        |
| La Bâthie            | 2.132 (2013)   | 22,45      | 95 Einw./km²       | 73032      | 73540        |
| Monthion             | 523 (2013)     | 6,36       | 82 Einw./km²       | 73170      | 73200        |
| Rognaix              | 444 (2013)     | 8,98       | 49 Einw./km²       | 73216      | 73730        |
| Saint-Paul-sur-Isère | 523 (2013)     | 20,93      | 25 Einw./km²       | 73268      | 73730        |
| Tours-en-Savoie      | 908 (2013)     | 15,37      | 59 Einw./km²       | 73298      | 73790        |